# Roxy Music (album)
Roxy Music je eponymní debutové studiové album britské skupiny Roxy Music. Album původně vyšlo v červnu 1972 a jeho producentem byl Peter Sinfield.

## Seznam skladeb
Autorem všech skladeb je Bryan Ferry.
Původní britské vydání
| Strana 1 | Strana 1              | Strana 1 |
| Pořadí   | Název                 | Délka    |
| -------- | --------------------- | -------- |
| 1.       | Re-Make/Re-Model      | 5:10     |
| 2.       | Ladytron              | 4:21     |
| 3.       | If There Is Something | 6:33     |
| 4.       | 2 H. B.               | 4:34     |

| Strana 2 | Strana 2           | Strana 2 |
| Pořadí   | Název              | Délka    |
| -------- | ------------------ | -------- |
| 1.       | The Bob (Medley)   | 5:48     |
| 2.       | Chance Meeting     | 3:00     |
| 3.       | Would You Believe? | 3:47     |
| 4.       | Sea Breezes        | 7:00     |
| 5.       | Bitters End        | 2:02     |

Vydání pro USA
| Strana 1 | Strana 1              | Strana 1 |
| Pořadí   | Název                 | Délka    |
| -------- | --------------------- | -------- |
| 1.       | Re-Make/Re-Model      | 5:14     |
| 2.       | Ladytron              | 4:26     |
| 3.       | If There Is Something | 6:34     |
| 4.       | Virginia Plain        | 2:58     |
| 5.       | 2HB                   | 4:30     |

| Strana 2 | Strana 2           | Strana 2 |
| Pořadí   | Název              | Délka    |
| -------- | ------------------ | -------- |
| 6.       | The Bob (Medley)   | 5:48     |
| 7.       | Chance Meeting     | 3:08     |
| 8.       | Would You Believe? | 3:53     |
| 9.       | Sea Breezes        | 7:03     |
| 10.      | Bitters End        | 2:03     |

## Obsazení
- Bryan Ferry – zpěv, klavír, pianet, mellotron
- Brian Eno – syntezátor VCS3, efekty, doprovodný zpěv
- Andy Mackay – hoboj, saxofon, doprovodný zpěv
- Phil Manzanera – elektrická kytara
- Graham Simpson – baskytara
- Paul Thompson – bicí
- Rik Kenton – baskytara v „Virginia Plain“